# Louis-Charles de Lorraine
Louis Charles de Lorraine, né Louis III d'Harcourt-Armagnac le 10 septembre 1725 et mort le 28 juin 1761, à l'âge de 36 ans, prince de Lambesc, comte de Brionne fut officier puis Grand écuyer de France sous Louis XV (1715-1774).  

## Biographie
Fils de Louis de Lorraine, prince de Lambesc et de Jeanne-Henriette de Durfort-Duras, il est issu de la Maison de Guise, branche cadette de la Maison de Lorraine.
Colonel du régiment d'Auxerrois en 1742 et 1743, à la mort de son père, en septembre 1743, alors qu'il a dix-huit ans, il devient gouverneur de l'Anjou et en 1751, à la mort de son oncle Charles de Lorraine, comte d'Armagnac, il devient grand écuyer de France.
Il est aussi brigadier des armées du Roi, chevalier de l'ordre de Saint Michel et de celui du Saint-Esprit.
Les traits de Louis-Charles de Lorraine nous sont restitués par le portrait qu'en grava Laurent Cars (1699-1771), conservé au château de Versailles.
Une litre funéraire à ses armes ceint encore l'intérieur de l'église de Brétigny (Eure).

### Mariages et descendance
Décédé à l'âge de trente-cinq ans, il eût toutefois le temps de se marier trois fois :
Le 31 janvier 1740, il épouse en premières noces,  Louise Charlotte de Gramont (1725-1742), fille d'Antoine VI Louis Armand de Gramont, duc de Gramont, pair de France, et de Louise Françoise d'Aumont de Crevant d'Humières. Ils ont tous deux 15 ans mais la jeune femme meurt sans enfant, après deux ans de mariage. 
Le 29 décembre 1744, il épouse en secondes noces Augustine de Coetquen (1722-1746), fille de Jules Malo de Coetquen, marquis de Coetquen, comte de Combourg, et de Marie Elisabeth de Nicolaï. Veuve en premières noces de Charles Auguste, duc de Rochechouart, elle aussi meurt prématurément sans lui avoir donné d'enfant. 
Le 3 octobre 1748, il épouse en troisièmes noces la brillante Louise Julie Constance de Rohan-Rochefort(1734-1815) qui deviendra la seule femme à avoir jamais exercé la fonction de grand écuyer de France. 
De cette union naîtront quatre enfants :
- Charles-Eugène de Lorraine, prince de Lambesc (1751-1825)
- Joséphine de Lorraine (1753-1797) qui épousera Victor-Amédée II de Savoie-Carignan.
- Anne-Charlotte de Lorraine (1755-1786), Mademoiselle de Brionne, abbesse de Remiremont de 1782 à 1786 (sans alliance).
- Joseph-Marie de Lorraine-Vaudémont (1759-1812)[2].

### Distinctions
- Chevalier de l'ordre de Saint-Michel
- Chevalier de l'ordre du Saint-Esprit